# USS Aspro (SSN-648)
USS Aspro (SSN-648) – amerykański myśliwski okręt podwodny z napędem jądrowym typu Sturgeon z czasów zimnej wojny, zbudowany w stoczni Ingalls Shipbuilding według projektu SCB-188A.